# F.Cuz
F.Cuz (hangul: 포커즈) är ett sydkoreanskt pojkband under Tunes-Will Entertainment.
Gruppen debuterade 8 januari 2010 med singeln "Jiggy" i TV-programmet "Music Bank". När F.CUZ debuterade bestod gruppen av Jinon, LeeU, Kan och Yejun, men LeeU lämnade gruppen den 23 augusti 2011 för att göra solokarriär. De kvarvarande medlemmarna var under en kortare tid aktiva som en grupp med 3 medlemmar men år 2012 fick de tillskott av de nya medlemmarna Daegun och Raehyun. F.CUZ fanclub heter "For U" och deras officiella färg är "Twinkle Light Silver".

## Karriär

### Innan debut
Jinon, Raehyun, Kan och Yejun var alla elever på Anyang High School of Arts. Jinon är ett år äldre och gick därmed i klassen över de andra som gick i samma klass. Jinon, Kan och Yejun var även medlemmar i samma dansgrupp. I den dansgruppen var även den koreanska artisten Rain medlem. Jinon startade sin karriär tidigt och år 2005 förberedde han sig för att debutera i den grupp som idag är Supernova. Dock bestämde han sig för att dra sig ur eftersom det bråkades mycket bland människorna omkring honom. 2009 fick han chansen att medverka i TV-dramat Cinderella Man då han liknade Kwon Sang Woo, och spelade också den manliga huvudrollen i SG Wannabes musikvideo "Gashiri". Raehyun debuterade som skådespelare innan han blev medlem i gruppen. Han har gjort små roller i ett antal draman som bl.a. "Gloria", "Over The Rainbow" och i filmen "See You After School". Även Kan försökte sig på draman innan F.CUZ debuterade och var med i bland annat "Hon" (Koreanska: 혼; "Själ"). LeeU, vars far är den kända sångaren Sul Woon Do, blev tidigt intresserad av musik. Han bestämde sig tidigt för att bli sångare och var så fast besluten att lyckas att han gick ner 28 kg på en månad..
LeeU var en även en uljjang (ung. "att se gullig ut") innan debuten och blev populär när han medverkade i olika tv-program med sin far. Innan han debuterade som medlem i F.CUZ försökte han sig även på att vara som soloartist under namnet U(唯). Under sin solokarriär släppte han bland annat låten "Listen to you" (Koreanska: 그대를 듣죠) som var med på soundtracket till SBS drama Gourmet. Daeguns dröm var alltid att bli sångare och innan han debuterade i F.CUZ var han trainee hos både XING Entertainment och Golden Moose Entertainment. Under tiden hos Golden Moose Entertainment hann han även delta i gruppen A-Peace (dåvarande Double B 21) men lämnade gruppen efter de släppt låten S.O.S. En vecka innan deras debut var F.CUZ i så dålig fysisk kondition att de bestämde sig för att rymma. De packade sina saker och stack från sin lägenhet. Redan efter en dag var deras pengar dock slut och deras agentur samt föräldrar övertalade dem snabbt att komma tillbaka. Ett par dagar innan debuten höll F.CUZ även ett "Free Hug"-event för att dra till sig uppmärksamhet. Det ledde dock till att alla medlemmarna blev sjuka och hamnade på sjukhus på grund av utmattning.

### 2010:Jiggy,No OneochGorgeous
F.CUZ visades upp för första gången i december 2009. Mycket tack vare LeeUs kända pappa blev de väldigt uppmärksammade och kallades tidigt för "2010 års mest lovande grupp". Redan i februari skrevs ett kontrakt med det taiwanesiska skivbolaget SEEDMUSIC och "Jiggy" släpptes följaktligen i Taiwan och Hong Kong i mars 2010. I mars 2010 släppte F.CUZ även sitt första minialbum "No One" i Korea. Efter enbart en vecka var F.CUZ tvungna att pausa sina aktiviteter efter att ett sydkoreanskt krigsfartyg sjunkit vilket ledde till att TV-kanalerna ställde in sina underhållningsprogram och events. I november 2010 släppte F.CUZ sitt andra minialbum "Gorgeous" med titelsången "Midnight Sun". F.CUZ hade förberett sig länge för att hålla en ordentlig comeback men bombningarna av ön Yeonpyeongdo gjorde att många TV-stationer valde att inte sända musikprogram. F.CUZ var därför tvungna att göra ett avbrott i sina aktiviteter. Efter att tumultet runt bombningarna lagt sig valde F.CUZ att i december att släppa låten "Wanna be your love" (Koreanska: 친구졸업).. Dock förföljdes F.CUZ fortfarande av otur och Yejun drabbades av bältros men han valde att fortsätta aktiviteterna trots smärtan. Den 16 januari 2011 råkade medlemmen Kan ut för en trafikolycka på väg hem efter en inspelning. Hans skador, vilket inkluderade axelskada samt sår i ansiktet som behövde sys, tvingade F.CUZ att stoppa sina aktiviteter.

### 2011:Never Let You GoochLUV HOLIC/AROUND YOU
I maj 2011 tillkännagav F.CUZ:s agentur att LeeU skulle lämna gruppen efter de släppt sin första singel i Japan i augusti. LeeU valde att lämna gruppen på grund av att hans agentur (Castle J Enterprise) inte kunde komma överens med CAN Entertainment om vilken typ av musik F.CUZ skulle göra, vilket tvingade LeeU att välja mellan att lämna gruppen eller sin agentur. I slutändan valde han därför att lämna gruppen. Senare har Kan berättat att han trodde att LeeU lämnade gruppen på grund av att hans bilolycka ledde till att deras aktiviteter avbröts. Kan tyckte att han var en börda för gruppen och hade under den perioden även självmordstankar. I augusti 2011 släppte F.CUZ sin första singel i Japan "Never Let You Go" och gjorde därmed sin japanska debut. Därefter lämnade LeeU gruppen efter att aktiviteterna för sången slutade. F.CUZ valde att fortsätta som tre medlemmar och i december 2011 släppte de sin andra singel i Japan "LUV HOLIC/AROUND YOU".

### 2012:No. 1,Drawing HeartochDreaming I
Under december 2011 släppte CAN Entertainment videoklipp av de nya medlemmarna Daegun och Raehyun och i början av 2012 stod det klart att F.CUZ skulle bli en grupp med fem medlemmar. Efter ett antal månader av träning släppte F.CUZ den 27 april sitt tredje minialbum "For Century Ultimate Zest" och sin titelsång "No. 1". Under sommaren 2012 släppte de sin tredje singel i Japan, "Drawing Heart". Singeln rankade in som nr 10 på Oricons singellista  vilket gjorde den till F.CUZ:s hittills mest sålda japanska singel. De följde upp med att i augusti släppa singeln "Dreaming I" (koreanska: 꿈꾸는 아이).. Låten blev även en stor hit utomlands och toppade Taiwans K-Jpop lista den 20 augusti. Resten av året reste F.CUZ runt i Asien och höll konserter i Taiwan, Filippinerna och Japan.

### 2013:Hello AgainochChange
Efter att ha tillbringat nyår 2013 i Manila och gjort ett antal föreställningar där åkte de till Taiwan för att medverka i "Superstar Red & White Entertainment Awards" som är en nyårsshow i Taiwan.
Senare i januari släpptes nyheten att F.CUZ i maj skulle släppa sin fjärde japanska singel "Hello Again" som är en omarbetning av den koreanska låten "Dreaming I". I samband med skivsläppet höll de även ett antal events runt om i Japan samt åkte på en sommarturné. "Hello Again" sålde bra och kom på 15:e plats på Oricons singellista för veckan 27 maj till 2 juni 2013. "Change" skulle släppas i oktober men av okänd anledning sköts datumet upp till i november. När singeln släpptes blev den F.CUZ:s hittills mest sålda singel då cirka 11 000 kopior såldes första veckan och kom på 11:e plats på Oricons veckoliga singellista.

### 2014:ONE LOVEochFeeling My Soul
I början av februari 2014 höll F.CUZ ett event i Tokyo för att fira Yejuns födelsedag. På samma event berättade F.CUZ även att de förberedde sig för en comeback i Korea. I mars bytte F.CUZ agentur från CAN Entertainment till Tunes-Will Entertainment och meddelade samtidigt att de planerade en comeback för slutet av mars. Den 20 mars kom detaljerna om F.CUZ:s comeback. De skulle släppa en digital singel vid namn "ONE LOVE" den 27 mars och samma dag ha sitt första uppträdande i programmet M!Countdown. Samtidigt kom nyheten att F.CUZ även skulle släppa en japansk version av låten i Japan i juni samma år. Den japanska versionen av låten är döpt till "Feeling My Soul".

## Medlemmar
| Artistnamn   | Artistnamn | Födelsenamn    | Födelsenamn | Födelsedatum      | Medlemstid |
| Romanisering | Hangul     | Romanisering   | Hangul      | Födelsedatum      | Medlemstid |
| Nuvarande    | Nuvarande  | Nuvarande      | Nuvarande   | Nuvarande         | Nuvarande  |
| ------------ | ---------- | -------------- | ----------- | ----------------- | ---------- |
| Jinon        | 진온       | Kim Jin-chul   | 김진철      | 13 juli 1989      | 2010-idag  |
| Daegeon      | 대건       | Kim Dae-geon   | 김대건      | 27 oktober 1990   | 2012-idag  |
| Raehyun      | 래현       | Kim Rae-hyun   | 김래현      | 8 juni 1991       | 2012-idag  |
| Kan          | 칸         | Choi Young-hak | 최영학      | 30 september 1991 | 2010-idag  |
| Yejun        | 예준       | Shim Ye-jun    | 심예준      | 4 februari 1992   | 2010-idag  |
| Tidigare     |            |                |             |                   |            |
| LeeU         | 이유       | Lee Seung-hyun | 이승현      | 20 mars 1990      | 2010-2011  |

## Diskografi

### Album
| Albuminformation                                             | Topplacering          | Topplacering   |
| Albuminformation                                             | Sydkorea (Gaon Chart) | Japan (Oricon) |
| ------------------------------------------------------------ | --------------------- | -------------- |
| No One (EP-skiva) - Släppt: 11 mars 2010                     | 10                    | —              |
| Gorgeous (EP-skiva) - Släppt: 18 november 2010               | 11                    | 140            |
| For Century Ultimate Zest (EP-skiva) - Släppt: 27 april 2012 | 15                    | 161            |
| Bargaining for Love (EP-skiva) - Släppt: 17 september 2014   | 18                    | —              |

### Singlar
| År        | Titel                     | Topplacering          | Topplacering   |
| År        | Titel                     | Sydkorea (Gaon Chart) | Japan (Oricon) |
| Koreanska | Koreanska                 | Koreanska             | Koreanska      |
| --------- | ------------------------- | --------------------- | -------------- |
| 2010      | "Jiggy"                   | 111                   | —              |
| 2010      | "No One"                  | 69                    | —              |
| 2010      | "Midnight Sun"            | 125                   | —              |
| 2012      | "No. 1"                   | 132                   | —              |
| 2012      | "Dreaming I"              | 140                   | —              |
| 2014      | "One Love"                | —                     | —              |
| 2014      | "Cha-Ga-Wa"               | —                     | —              |
| 2015      | "Don't Touch"             | —                     | —              |
| Japanska  |                           |                       |                |
| 2011      | "Never Let You Go"        | —                     | 37             |
| 2011      | "Luv Holic"/"Around You"  | —                     | 53             |
| 2012      | "Drawing Heart"           | —                     | 39             |
| 2013      | "Hello Again"             | —                     | 15             |
| 2013      | "Change"                  | —                     | 11             |
| 2014      | "Feeling My Soul"         | —                     | 9              |
| 2014      | "Just Once More (Remind)" | —                     | 7              |
| 2015      | "Two of Us"               | —                     | 9              |
| 2016      | "Forever"                 | —                     | 13             |
| 2016      | "Wonder World"            | —                     | —              |